# Berlanga de Duero

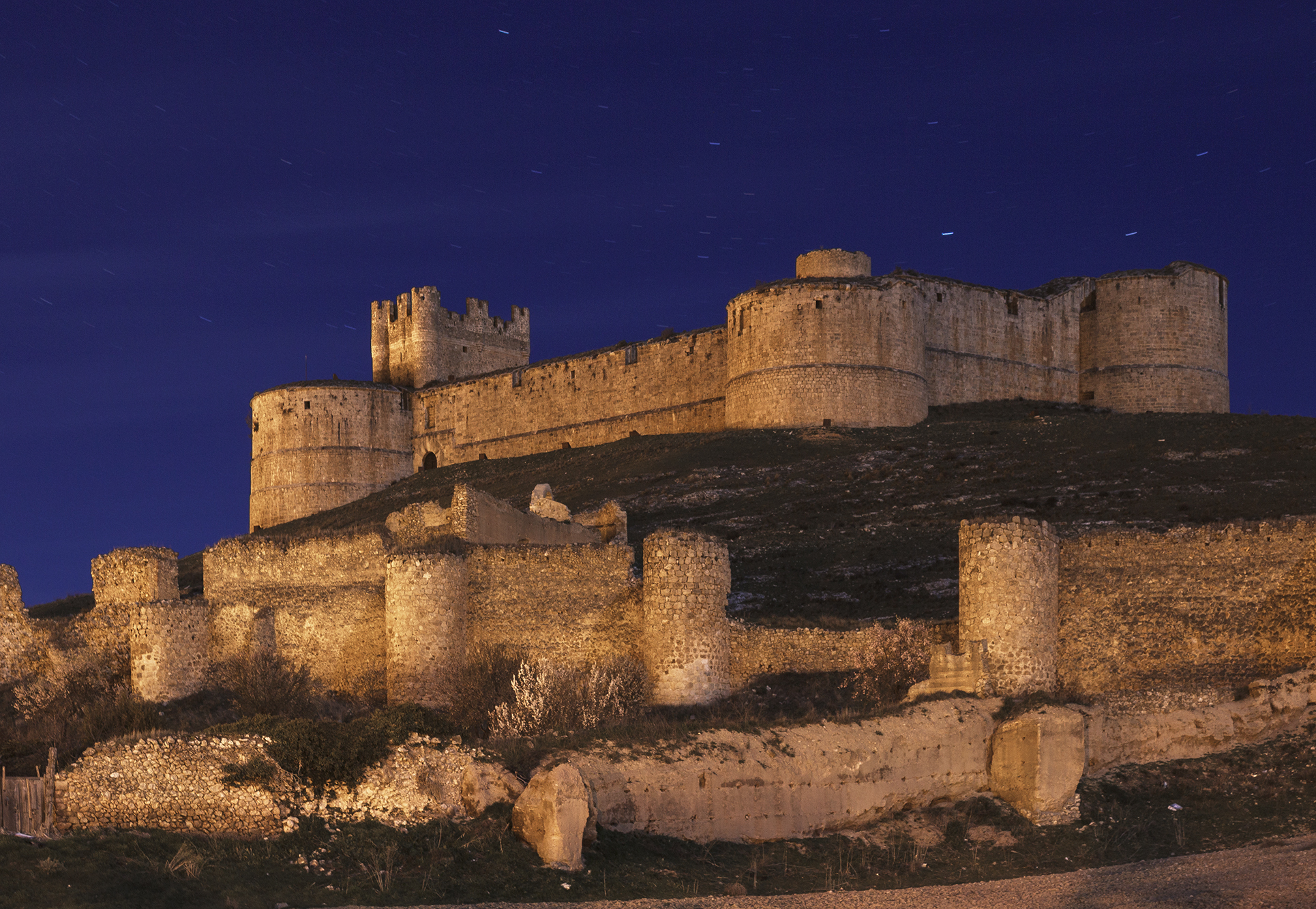
Burgruine von Berlanga de Duero

Berlanga de Duero ist ein Ort und eine aus dem Hauptort sowie einigen Weilern (pedanías) und Einzelgehöften bestehende Gemeinde (municipio) mit 831 Einwohnern (Stand: 2024) in der nordspanischen Provinz Soria in der Autonomen Gemeinschaft Kastilien und León. Der gesamte Ort wurde im Jahr 1981 zum Kulturgut (Bien de Interés Cultural) in der Kategorie Conjunto histórico-artístico erklärt; er liegt am Camino del Cid.

## Lage und Klima
Berlanga de Duero liegt auf einem Hügel oberhalb des Río Escalote etwa 25 km (Fahrtstrecke) südöstlich von Burgo de Osma in einer Höhe von ca. 935 m. Die Provinzhauptstadt Soria befindet sich ca. 40 km nordöstlich. Sehenswert ist auch die 13 km in südöstlicher Richtung entfernt liegende Nachbargemeinde Caltojar. Das Klima im Winter ist gemäßigt bis warm; die geringen Niederschlagsmengen (ca. 485 mm/Jahr) fallen – mit Ausnahme der eher regenarmen Sommermonate – verteilt übers ganze Jahr.;

## Bevölkerungsentwicklung
| Jahr      | 1857  | 1900  | 1950  | 2000  | 2017 |
| Einwohner | 1.895 | 2.159 | 2.362 | 1.148 | 902  |

Der kontinuierliche Bevölkerungsrückgang seit den 1950er Jahren ist im Wesentlichen auf die Mechanisierung der Landwirtschaft und den damit einhergehenden Verlust an Arbeitsplätzen zurückzuführen.

## Wirtschaft
Feldwirtschaft, Gemüseanbau und Viehzucht wurde wohl schon in keltischer Zeit zur Selbstversorgung betrieben; die Römer brachten den Weinbau in die Region. Im Mittelalter siedelten sich Kleinhändler, Handwerker und Dienstleister aller Art im Ort an. Seit der zweiten Hälfte des 20. Jahrhunderts spielt der innerspanische Tourismus eine nicht unbedeutende Rolle im wirtschaftlichen Leben der Gemeinde.

## Geschichte
Wahrscheinlich gab es bereits in vorrömischer Zeit an dieser Stelle eine keltische Siedlung. Die Römer nannten den Ort Augusta Valeránica, woraus sich der Name Berlanga entwickelt haben soll. In maurischer Zeit entstand eine Festung (alcazaba). Nach der Reconquista gehörte der Ort zum Besitz der Krone, die ihn jedoch im Jahr 1370 an Juan Fernández de Tovar übergab. Im Jahre 1480 heiratete die erbberechtigte Tochter María de Tovar y Vivero, den zweiten Herzog von Frías Íñigo Fernández de Velasco y Mendoza, so dass die bedeutende Familiendynastie der Velasco y Tovar entstand, die im Jahr 1529 von Karl V. (reg. 1520–1556) mit dem Markgrafentitel (marques) ausgezeichnet wurde. Im 16. Jahrhundert erbauten die Eheleute sowohl ihr neues Schloss (Palacio nuevo de los Marqueses de Berlanga) als auch die Kollegiatkirche (Colegiata de Santa María del Mercado).

## Sehenswürdigkeiten
Ort

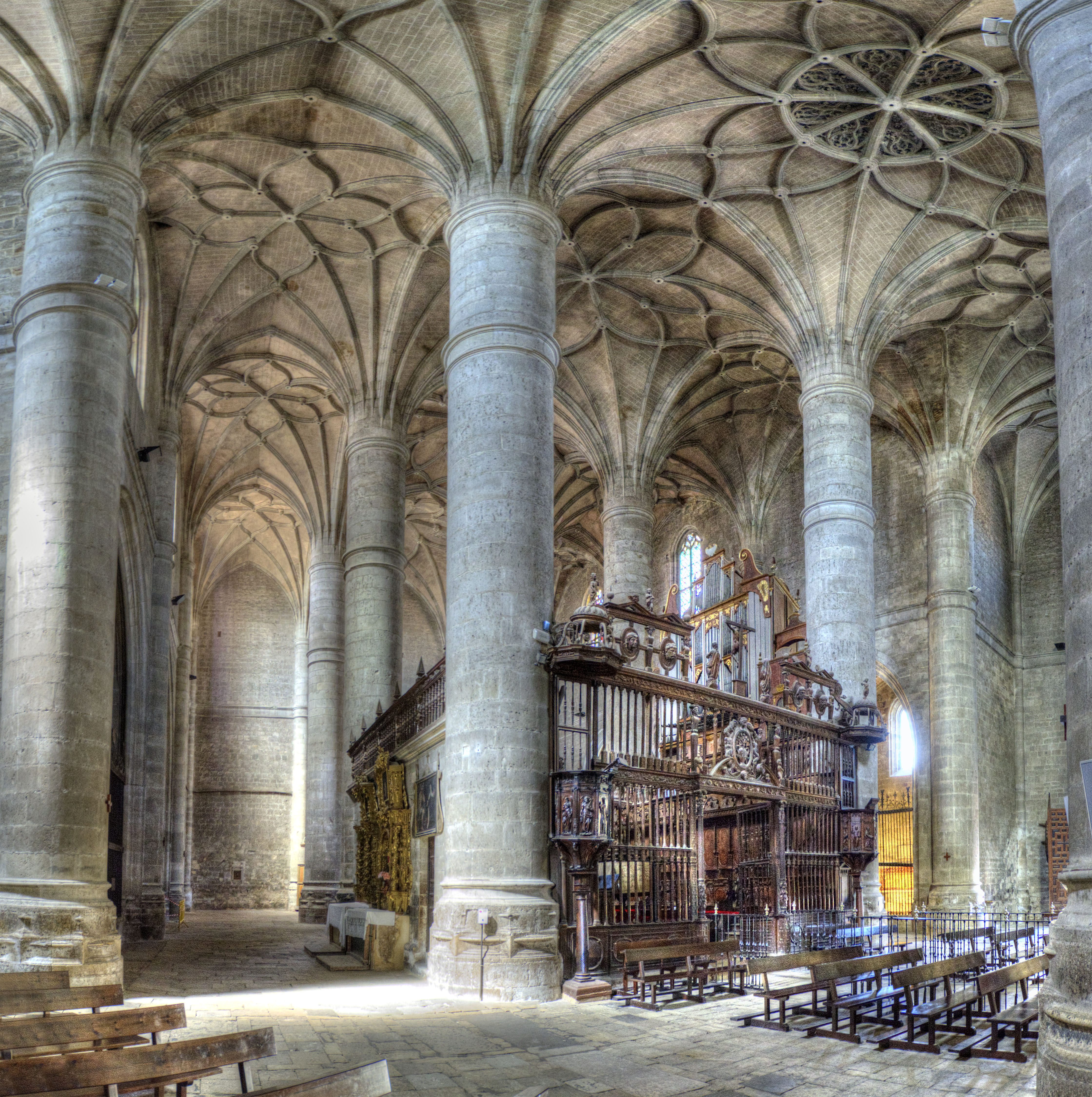
Berlanga de Duero – Colegiata de Santa María del Mercado

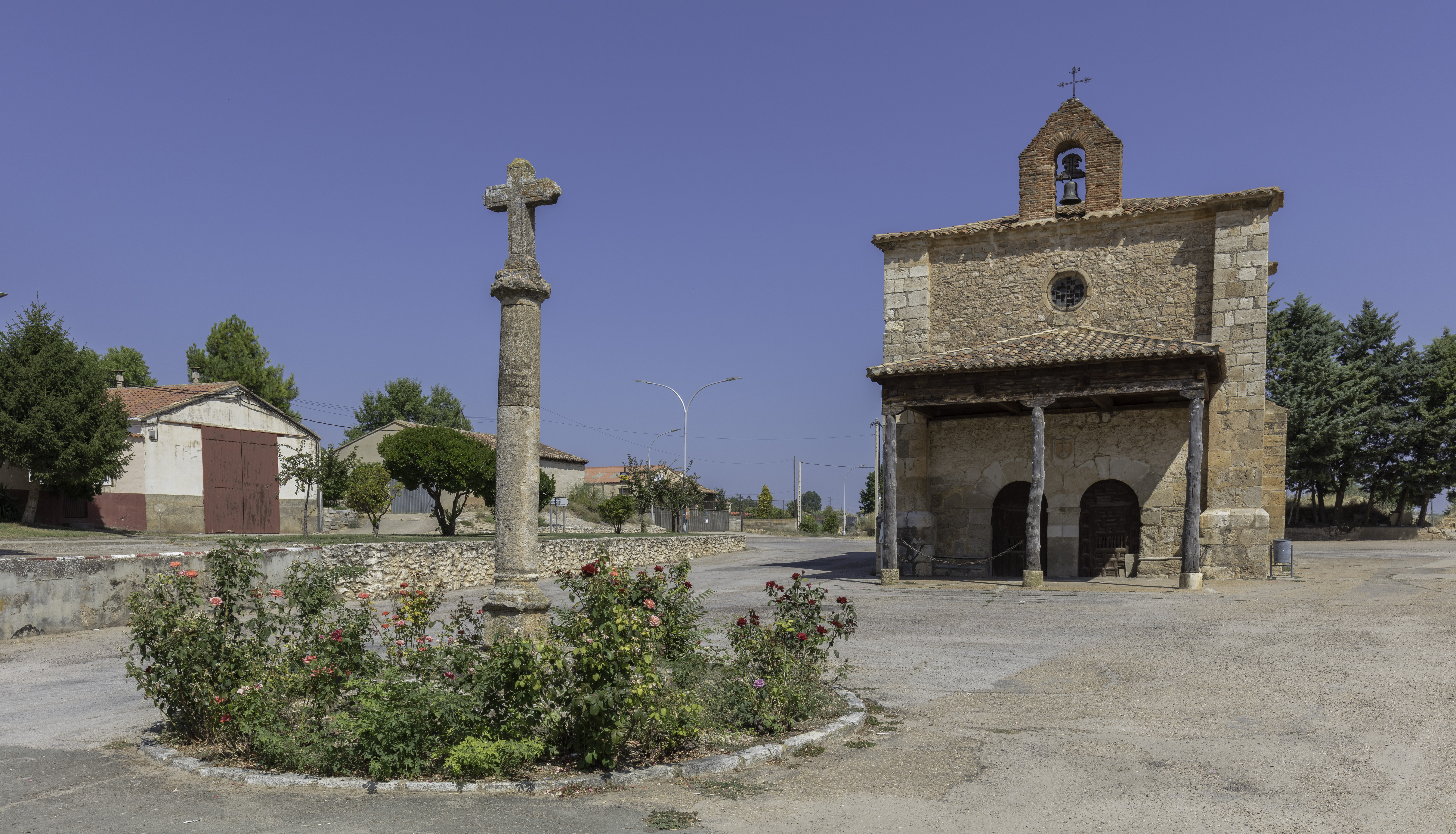
Ermita de la Soledad und Wegekreuz

- Die alte Burg (Castillo viejo) entstand noch vor der Verbindung der beiden Häuser; es ist ein von einem Mauerring umgebener Festungsbau in den Formen des Spätmittelalters. Zwischen weit hervortretenden Rundtürmen in den Ecken spannen sich die Kurtinen des eigentlichen, nach außen fensterlosen, Kernbaus. Der einzige und überdies abgewinkelte Zugang erfolgte über den quadratischen Bergfried (Torre del homenaje) am Ende des steil ansteigenden Vorhofs.
- Die dreischiffige Kollegiatkirche (Colegiata de Santa María del Mercado) ist eine spätgotische Hallenkirche mit hohen Sterngewölben, die nach nur vierjähriger Bauzeit unter der Leitung des Architekten Juan de Rasines im Jahre 1530 fertiggestellt wurde. Die Kirche beherbergt einen große Teile des Mittelschiffs einnehmenden coro, ein imposantes barockes Altarretabel im churrigeresken Stil und die im Ort und seiner näheren Umgebung hochverehrte romanische Statue unserer Lieben Frau von Mercado.
- Die Überreste der Südwand des Anfang des 16. Jahrhunderts im frühen Herrera-Stil erbauten neuen Schlosses wirken streng und abweisend. Weite Teile des Palastes wurden während des Spanischen Unabhängigkeitskriegs im Jahre 1812 zerstört.
- Der Convento de las Monjas Concepcionistas ist eine Stiftung von Dona Juana Enríquez, der ersten Markgräfin von Berlanga. Das romanische Tympanon stammt von einer älteren Kirche.
- Das um die Mitte des 16. Jahrhunderts erbaute Hospital de San Antonio geht ebenfalls auf eine Stiftung der Markgrafenfamilie zurück. Unmittelbar daneben steht die im Jahr 1732 neu erbaute Ermita de Nuestra Señora de las Torres.
- Eine spätgotische Gerichtssäule aus der Zeit um 1500, an der ehemals Gerichtssitzungen abgehalten und Missetäter bestraft wurden, steht in den Außenbezirken des Ortes.[6]
- Eine außerhalb des Ortes gelegene Einsiedelei wurde im 17. Jahrhundert von Franziskanerbrüdern übernommen. Der in dieser Zeit entstandene Konvent Santa María de Paredes Albas wurde im 19. Jahrhundert aufgelassen; die Gebäude dienten noch einige Zeit als Schule, bis auch diese Anfang des 20. Jahrhunderts geschlossen wurde, seitdem sind sie in Verfall begriffen.

2024 wurde der Ort von der Asociación Los Pueblos más Bonitos de España als besonders schöner Ort ausgezeichnet.
Umgebung
- Die Ruine der spätmittelalterliche Steinbrücke über den Río Escalote befindet sich ca. 2 km nördlich des Ortes.
- Drei Einsiedlerkirchen (ermitas) stehen ebenfalls in der Umgebung des Ortes.
- Im knapp 13 km südwestlich gelegenen Dorf Brías steht eine der größten Barockkirchen der Region – die im ausgehenden 17. Jahrhundert erbaute Iglesia de San Juan Bautista.[10]
- Ca. 9 km südöstlich von Berlanga de Duero liegt bei Casillas de Berlanga die im 11. Jahrhundert entstandene mozarabische Einsiedelei von San Baudelio de Berlanga, die wegen ihrer Fresken und ihres Palmettenpfeilers sehenswert ist. Weitere romanische Kirchen befinden sich ebenfalls innerhalb der Comarca (siehe Weblink).

## Persönlichkeiten
- Tomás de Berlanga (um 1487–1551) war Dominikaner und wurde später der vierte Bischof von Panama. Infolge einer Flaute wurde sein Schiff während einer Reise im Pazifik abgetrieben; so wurden er und die Schiffsbesatzung unfreiwillig zu Entdeckern der Galapagosinseln.